# Aerodromul Alexeni

Aerodromul Alexeni
vedere aeriană

Aerodromul Alexeni este un fost aerodrom militar de lângă Urziceni, actualmente dezafectat. Aeroportul, are o pistă de beton groasă de 1 metru jumătate și lungă de 2500 metri (2,5 km). Începând din 2024, aerodromul este concesionat unui consorțiu româno-ucrainean pe o perioadă de 49 de ani. Deschiderea aeroportului este preconizată pentru 2028.

## Înființarea Aerodromului Alexeni
În cel de-al Doilea Război Mondial, episodic, pe islazul comunei Alexeni au staționat formații de aviație germane care aveau misiunea să intercepteze avioanele de bombardament ale Aliaților ce se îndreptau către capitală sau zona Ploiești. După război, la 1950, s-a hotărât de comun acord cu liderii partidului comunist și consilierii sovietici acreditați la Ministerul Apărării Naționale construirea unui aerodrom militar la Alexeni.
La 1951, s-a făcut recunoașterea de către o comisie condusă de comandantul Forțelor Aeriene, generalul Nicolae Fulga. A fost identificat un teren, fosta pășune comunală. Lucrările aerodromului s-au terminat la 1954, cu tot cu pista de beton. Ulterior, în biografia căpitanului aviator Stirbu Gheorghe, fost pilot de război, încadrat la 1949 în funcția de șef proiect pentru aerodromurile cu pistă betonată, apoi mutat la Institutul de Studii și Proiectări Militare al armatei, apare că ar fi realizat proiectul pistei de la Alexeni. Aerodromul are o configurație trapezoidală, inconfundabilă, deosebită de standardul obișnuit (cale de rulaj paralela cu pistă și 4 bretele) și o oarecare asemănare cu pista de la Arad.
Nu se cunoaște cu exactitate ce tipuri de avioane s-au aflat în înzestrarea unității de aviație sovietice, dar se presupune ca ar fi fost avioane de vânătoare. Lavochkin La-9. În 1958, unitatea cu întreaga infrastructură a fost predată autorităților române.

## Activitatea Aerodromului Alexeni
Pe aerodrom au fost mutate comanda Diviziei 66 Aviație (din 1959, Divizia 21 Aviație Vânătoare-Tactică) cu Regimentul 277 Aviație Vânătoare de pe Craiova, format din trei escadrile înzestrate cu MiG 15 (S 102), MiG 15 bis, UTI MiG 15 precum și două avioane Iak 11. Regimentul avea propria bază de deservire aerodrom.
În 1959, la parada de la 23 august, au participat doua avioane Il 28. A fost un eveniment inedit, fiecare din avioanele Il 28 fiind escortat de câte 9 patrule de MiG 15, de la regimentele de la Deveselu și Alexeni.
La 27 februarie 1960, ca urmare a unor schimbări survenite în situația politico-militară din Europa, a relocării trupelor și forțelor aeriene britanice din Cipru și a rachetizării sistemului de apărare aeriană, a intrat în vigoare Directiva CL0066 a ministrului Forțelor Armate privind reorganizarea apărării antiaeriene a teritoriului României.
S-au desființat toate cele trei divizii de vânătoare și o parte din regimentele și bazele subordonate, precum și divizia de asalt și hidroaviația.
În conformitate cu ordinul Marelui Stat Major din 31 martie 1960, Regimentul 277 Aviație Vânătoare, aflat pe Alexeni, și-a schimbat denumirea în Regimentul 49 Aviație Vânătoare-Bombardament.
În septembrie 1965, Regimentul 49 de la Alexeni s-a dislocat pe aerodromul Ianca, împreuna cu Baza Tehnică de Aerodrom. Datorită poziției sale, aerodromul a fost folosit în continuare pentru dislocarea și antrenamentul forțelor și mijloacelor aeriene care participau la spectacole aviatice sau la paradele militare de la 23 August, precum și pentru zborurile de școală cu avioane MiG 15 și Il 29.
În iunie 1968, Forțele Aeriene Române se pregăteau sa participe la cel mai mare miting aviatic organizat în România postbelică. Mitingul s-a desfășurat în ziua de 16 iunie 1968, pe aeroportul Băneasa, angajând forțe și mijloace fără precedent. Pregătirea a început pe 3 mai și s-a desfășurat timp de o lună individual și pe formații, în regimente. Începând cu data de 4 iunie, detașamentul aviației militare format din 102 piloți și peste 150 de ingineri și tehnicieni, împreună cu cele 32 de avioane MiG-21 și MiG-15, s-a concentrat pe aerodromul Alexeni unde s-au executat patru antrenamente.
În iulie, importante forte din regimentele de vânătoare s-au reunit pe aerodromul Alexeni, în vederea pregătirii pentru a participa la parada de la 23 august. Nimic nu prevestea furtuna ce avea să vină. La 20 august 1968, spre miezul nopții, posturile străine de radio Vocea Americii și Europa Liberă au transmis o știre șocantă: Cehoslovacia a fost invadata de trupe terestre și aeropurtate aparținând forțelor armate din U.R.S.S., Bulgaria, R. D. Germană, Ungaria și Polonia. A doua zi, blocul de paradă (piloți, tehnicieni, ingineri, navigatori; ofițeri, subofițeri, maiștri militari și soldați) a fost adunat și s-a dat citire poziției României față de invadarea Cehoslovaciei. Ca urmare a aprobării date de președintele Ceaușescu, Ministerul Forțelor Armate a luat hotărârea ca antrenamentele pentru paradă să continue. În unități, în conformitate cu ordinul ministrului Forțelor Armate, s-a trecut la aplicarea măsurilor pentru situația specială creată în urma invaziei. Conducerea Forțelor Aeriene Române a luat atunci cele mai corecte măsuri pentru a contracara o eventuala tentativă de invadare din partea celorlalte tari membre ale Tratatului de la Varșovia. S-a plecat de la ipoteza că scenariul pus la cale și dus la îndeplinire în Cehoslovacia ar putea fi aplicat și în cazul României. Era de așteptat sa se încerce debarcarea unor forțe aeropurtate în zona Bucureștiului și în alte centre importante ale țării, urmărindu-se paralizarea actului de conducere, în principal conducerea Forțelor Militare Române. Era putin probabil să se repete greșeala făcută în acțiunea de înăbușire a Revoluției ungare din 1956, când s-a încercat ocuparea Budapestei cu forțe și mijloace terestre. Pierderile inerente în rândul populației civile române ar fi dus la o reacție internațională vehementă cu o dezvoltare imprevizibilă. Pe baza analizei făcute, conducerea armatei cu aprobarea președintelui Ceaușescu, a luat hotărârea să asigure apărarea Capitalei, menținând pe aerodromul Alexeni totalitatea mijloacelor și forțelor aflate în pregătire pentru a participa la parada militară. După data de 23 august, aceste forțe au fost retrase la aerodromurile de bază, din rațiuni politice.
Prima escadrilă de elicoptere înființată pe aerodromul Otopeni s-a transformat la 28 septembrie 1965 în Regimentul 94 Elicoptere (Ordinul Marelui Stat Major CL 00832 din 29 iulie 1965). În octombrie, același an, unitatea s-a dislocat pe aerodromul Alexeni. La comanda sa a fost numit colonelul Ghinea Ion ce a înregistrat un record de longevitate în funcție (14 ani la conducerea regimentului). La propunerea C.A.A.T, Conducerea Ministerului Apărării Naționale a atribuit acestui regiment un rol strategic: asigurarea respingerii agresiunii inamicului încă de la Dunăre, prin manevra rapidă a aviației și susținerea grupării noastre de forțe.
În 1968 unitatea a primit în înzestrare patru elicoptere de tipul Mi 8. Ca urmare, s-a constituit Escadrila 2 Elicoptere cu reacție pentru a se asigura trecerea pe acest tip de elicopter. În perioada octombrie-decembrie piloții Vasile Iurașcu, Mihai Fitcal, Tudor Condruz, Carol Covaci, inginerul Petru Porumb, mecanicii de bord Ion Florescu, Aurel Dumbrava, Gheorghe Iorga, Constantin Caravan și specialiștii radio, IEOAB au urmat cursul de trecere pe elicopterul cu reacție Mi 8 în Uniunea Sovietică, pe aerodromul Kremenciug, din regiunea Poltava. Alături de ei s-au aflat pentru același curs aviatorii din Ungaria, Etiopia, Pakistan și Indonezia. La revenirea în țară, Vasile Iurașcu a fost numit comandantul escadrilei înzestrata cu elicoptere Mi 8. Misiunile destinate acestei subunități au fost dintre cele mai diverse, de la zboruri de pregătire de luptă la zboruri VIP*, transport de materiale în zona construcției Transfăgărășanului, hidrocentralelor de pe Argeș și de la Voineasa, ridicarea stațiunilor de pe litoralul Mării Negre, a liniilor de transport energie electrică, misiuni de salvare în munți și pe mare, aplicații cu trupe de uscat precum și misiuni în folosul agriculturii.
Începând din 1970, zborurile VIP cu elicopterul au fost asigurate de escadrila înființată în cadrul Flotilei 50 Aviație Transport de la Otopeni.
Catastrofalele inundații din 1970 și 1975 au solicitat din plin elicopterele Mi 8, aparținând regimentului de la Alexeni, cărora li s-au adăugat IAR 316 și IAR 330 din dotarea altor unități. Au fost ridicate în aer toate tipurile de aparate aflate în dotare. De dimineața până seara ele au survolat și au intervenit în zone inundate din Oltenia, Moldova, Transilvania și Muntenia. Media de zbor pe zi a fost de nouă ore pentru un echipaj din care, trei la patru ore, zbor la punct fix pentru a ridica la bord cu cablul macaralei oameni refugiați pe acoperișurile caselor, în copaci sau direct din vâltoarea apelor. Echipajul format din locotenent-colonelul Mihai Fitcal și maiorul Savu Turea a salvat într-o singură zi peste 200 de persoane. Timp de zece ore s-au aflat la manșa elicopterului deasupra puhoaielor aruncate de Prut, Siret, Jijia.
În anii 1973-1974 s-a renunțat la serviciile elicopterelor Mi 4 și SM 2. Au fost înlocuite cu elicoptere IAR 316B și IAR 330H. Regimentul s-a organizat pe patru escadrile: două escadrile înzestrate cu elicoptere de tipul Mi 8, o escadrilă înzestrată cu elicoptere de tipul IAR 316B și o escadrilă înzestrată cu elicoptere de tipul IAR 330H. În anul 1974 locotenentul Sorin Fodoreanu, specializat în Franța la firma Aerospatiale, a fost numit inginer pentru elicopterul Puma (IAR 330H), devenind inginer șef de regiment pentru perioada 1978-1984.
În anul 1975, pe aerodromul Alexeni a fost organizată o expoziție de tehnică militară unde i-a fost prezentat președintelui Ceaușescu, avionul prototip IAR 93, primul avion cu reacție realizat în România în colaborare cu Iugoslavia. Primul zbor cu acest avion a fost executat la Bacău, la 31.10.1974, de către colonelul Stănică Gheorghe.
Regimentul 94 Elicoptere a constituit o permanentă rezervă de cadre pe care eșalonul superior a folosit-o la constituirea celorlalte unități de elicoptere; i s-a spus regimentul-mamă. Astfel, în perioada 8 octombrie - 30 noiembrie 1976, în această unitate au făcut trecerea pe elicopterele de luptă piloții și personalul tehnic din Escadrila 115 Elicoptere înființată la Turnișor - Sibiu. Era unitatea destinată a asigura nevoile operative ale Armatei 4 române. În octombrie 1978, această escadrilă s-a transformat în Regimentul 58 Elicoptere (Ordinul Marelui Stat Major PR 00455 din 21 iunie 1978). Din regiment, ulterior, se va forma și unitatea de elicoptere de la Caransebeș.
În organica aerodromului Alexeni a intervenit o nouă schimbare în anii 80, prin constituirea unei escadrile independente (subordonare divizie) înzestrată cu elicoptere IAR 330H.
În toată perioada cât au fost dislocate la Alexeni, atât regimentul de vânătoare-bombardament cât și unitățile de elicoptere au influențat sub varii aspecte modernizarea comunei, ridicarea nivelului de viață, de instruire a localnicilor, multi fiind încadrați de-a lungul anilor în funcții administrative în aceste unități. Au existat și căsătorii între cadre din unitate și tinere din comuna Alexeni; unii și-au legat viața de localitate atât cât au fost în activitate cât și după aceea.

## Desființarea Aerodromului Alexeni
Dupa evenimentele din 1989, la 2001, atât regimentul cât și escadrila independenta au fost desființate. Nimănui nu i-a venit sa creadă până în momentul în care a sosit la unitate documentul oficial. La momentul citirii ordinului de desființare a participat generalul Gheorghe Bucșe, comandantul Statului Major al Aviației; drapelele de luptă ale unităților au fost preluate de la comandorul Trasca Puskin de către căpitanul-comandor Sandachi Paul, directorul Muzeului Aviației.
În anul 2002, aerodromul militar Alexeni a fost dezafectat iar prin HG 611/29.05.2003 acesta a fost transferat din administrarea Ministerului Apărării Naționale în administrarea Ministerului Justiției, pentru Direcția Generală a Penitenciarelor.

## Planuri de valorificare
Ministerul Justiției a făcut planuri pentru a transforma aerodromul din județul Ialomița într-o închisoare de tranzit. Proiectul, care la momentul respectiv depășea ca valoare suma de 600 mii lei, a primit însă finanțarea doar pe hârtie. Din păcate însă, totul a rămas doar la stadiul de proiect.
Prin Hotărârea Guvernului nr. 2292/2004, o parte a clădirilor (clubul ofițerilor – casa armatei și centrala termică), au fost transmise din administrarea Ministerului Justiției pentru Direcția Generală a Penitenciarelor – Penitenciarul Slobozia, în domeniul public al comunei Alexeni și în administrarea Consiliului Local al comunei Alexeni. Imobilele rămase în administrarea Ministerului Justiției pentru Direcția Generală a Penitenciarelor, și anume: terenul existent pe axul pistei, pista de decolare-aterizare, bretelele adiacente acesteia, precum și spațiile tehnice (hangare) nu sunt utilizate de aceasta și nici nu există premizele unei utilizări viitoare.
A existat un proiect care prevedea înlocuirea Aeroportului Băneasa cu un nou aeroport, construit pe locul fostului aerodrom Alexeni

. În acest scop, în anul 2014, Ministerul Dezvoltării Regionale și Administrației Publice a comandat firmei Certrans Level SRL un „Studiu de oportunitate necesar pentru dezvoltarea proiectului de dezvoltare regională Alexeni, pentru valorificarea activelor aflate în administrarea MDRAP, în baza O.U.G. 54/2006 privind regimul contractelor de concesiune de bunuri proprietate publică” în scopul concesionării  aeroportului pe o perioadă de 73 de ani, contra unei redevențe de 6% din totalul veniturilor brute înregistrate de aeroport, dar nu mai puțin de 972.660 Euro/an. Acel proiect presupunea lărgirea pistei de la 2500m la 3100m, construcția unui terminal cu trei etaje, renovarea pistei, construcția unei căi de rulare, unei aerogări și a anexelor, inclusiv a unui drum de legătură din parcarea terminalului până în comuna Alexeni.
Ultima dată hangarele de la Alexeni s-au redeschis în anul 2011, atunci când aici s-a organizat un miting aviatic la care a fost prezent ministrul Transporturilor de atunci Radu Berceanu.
Consiliul Județean Ialomița a scos la licitație aeroportul în septembrie 2022, existând trei ofertanți interesați care au preluat caietul de sarcini, fără a depune o ofertă la sfârșitul perioadei de depunere a dosarelor. Redevența anuală minimă cerută era de aproximativ 1 milion de euro/an, însă până la finalizarea obiectivului (în maximum 6 ani), concesionarul ar fi plătit un preț preferențial de doar cca. 100.000 euro/an. În decembrie 2022, Consiliul Județean a anunțat că urmează reluarea procedurii de licitație, la un alt preț față de cel din septembrie, respectiv redevența anuală fiind mișcorată de 5 ori, la 200.000 de euro / an.

## Concesionarea
La 18 martie 2024, Consiliul Județean Ialomița a semnat contractul de concesionare al aeroportului începând cu anul 2024 și până în 2073. Consorțiul care a câștigat licitația este alcătuit dintr-o firmă românească și cu ucraineană, Avant Airports și Automagistral-Pivden. Conform contractului, cele două firme s-au angajat să finalizeze reconstrucția aeroportului până în 2028 și să investească o sumă de 400 de milioane de euro. Aeroportul va fi primul aeroport privat din România, restul fiind de stat și va fi primul aeroport total independent energetic din lume. Terminalul de pasageri al aeroportului va fi întins pe 3 hectare, iar cel cargo pe două, urmând că de la Alexeni să zboare anual 6,5 milioane de pasageri. Scopul bazei aeriene este să transfere cursele aeriene low-cost și cargo de pe Aeroportul Internațional Henri Coandă în afara zonei metropolitane. Șantierul propriu-zis va începe în iunie 2024.